# Mionelater
Mionelater is een geslacht van kevers uit de familie  
kniptorren (Elateridae).
Het geslacht is voor het eerst wetenschappelijk beschreven in 1963 door Becker.

## Soorten
Het geslacht omvat de volgende soort:
- Mionelater planatus Becker, 1963